# Cmentarz wojenny w Sochaczewie
Cmentarz wojenny w Sochaczewie - żołnierskie oraz cywilne miejsce pochówku, znajdujący się obok cmentarza parafialnego w Trojanowie, dzielnicy Sochaczewa, przy alei 600-lecia 86.
Nekropolia zajmuje powierzchnię 4410 m kw. Pochowano na niej żołnierzy Wojska Polskiego, ofiary cywilne oraz członków oddziału Armii Krajowej ,,Socha", którzy polegli pod wsią Bronisławy.

## Historia
Cmentarz powstał w latach 1940-1952. Jest to największa nekropolia w Polsce, żołnierzy poległych w 1939 r. Pochowani to wojskowi i oficerowie Wojska Polskiego z armii „Poznań” i „Pomorze”, którzy zginęli w bitwie nad Bzurą. Oprócz kwater żołnierzy WP, na cmentarzu znajduje się również 20 grobów partyzantów z AK, którzy po zaciętych walkach z Niemcami, polegli w pobliskich Bronisławach (gmina Rybno) podczas akcji obioru zrzutu broni w 1944 r.
Obok ofiar wojskowych, pochowano także 142 cywili, którzy zginęli podczas okupacji niemieckiej w okresie 1939 - 1945.
W 2019 r. przeprowadzono generalny remont nekropolii. Przebudowa objęła wymianę nawierzchni, zamontowano 287 granitowe krzyże z tabliczkami epitafijnymi, zmodernizowano kwaterę żołnierzy AK oraz zamontowano nowe zaktualizowane tablice na monumentach. Ponad to w Centralnym Archiwum Wojskowym zweryfikowano listę osób pochowanych. Podczas remontu, zidentyfikowano i upamiętniono 534 osoby, gdzie przed rozpoczęciem przebudowy rozpoznanych było tylko 160 osób. Całość została sfinansowana dzięki premierowi Mateuszowi Morawieckiemu, który na remont przeznaczył kwotę 2 626 286,97 zł.

## Polegli
Na cmentarzu wojennym spoczywa:
- 3693 żołnierzy Wojska Polskiego
- 20 żołnierzy Armii Krajowej, którzy polegli 04.04.1944 r. w Bronisławach
- 142 ofiary cywilne okupacji niemieckiej

## Opis cmentarza
Znajduje się w północnej części miasta przy ulicy 600 - lecia 86. Jego powierzchnia wynosi 4410 m² i jest rozplanowany na planie prostokąta. Przez centrum cmentarza biegnie główna aleja, która kończy się na pomniku poświęconym wszystkim ludziom, spoczywającym na nekropolii. Na środku znajduje się również pomnik z tablicą upamiętniającą żołnierzy 68 pułku piechoty z Wrześni, ufundowaną przez społeczeństwo ziemi wrzesińskiej. Cmentarz ogrodzony jest płotem kamiennym.
Żołnierze pochowani są w sześciu kwaterach według przynależności pułkowej. Na każdej z nich stoi granitowy krzyż z inskrypcjami poległych. Istnieją również dwie osobne kwatery dla poległych podczas okupacji oraz żołnierze AK ,,Socha".
Cmentarz został wpisany do rejestru zabytków dnia 2 stycznia 1992 roku.

## Galeria

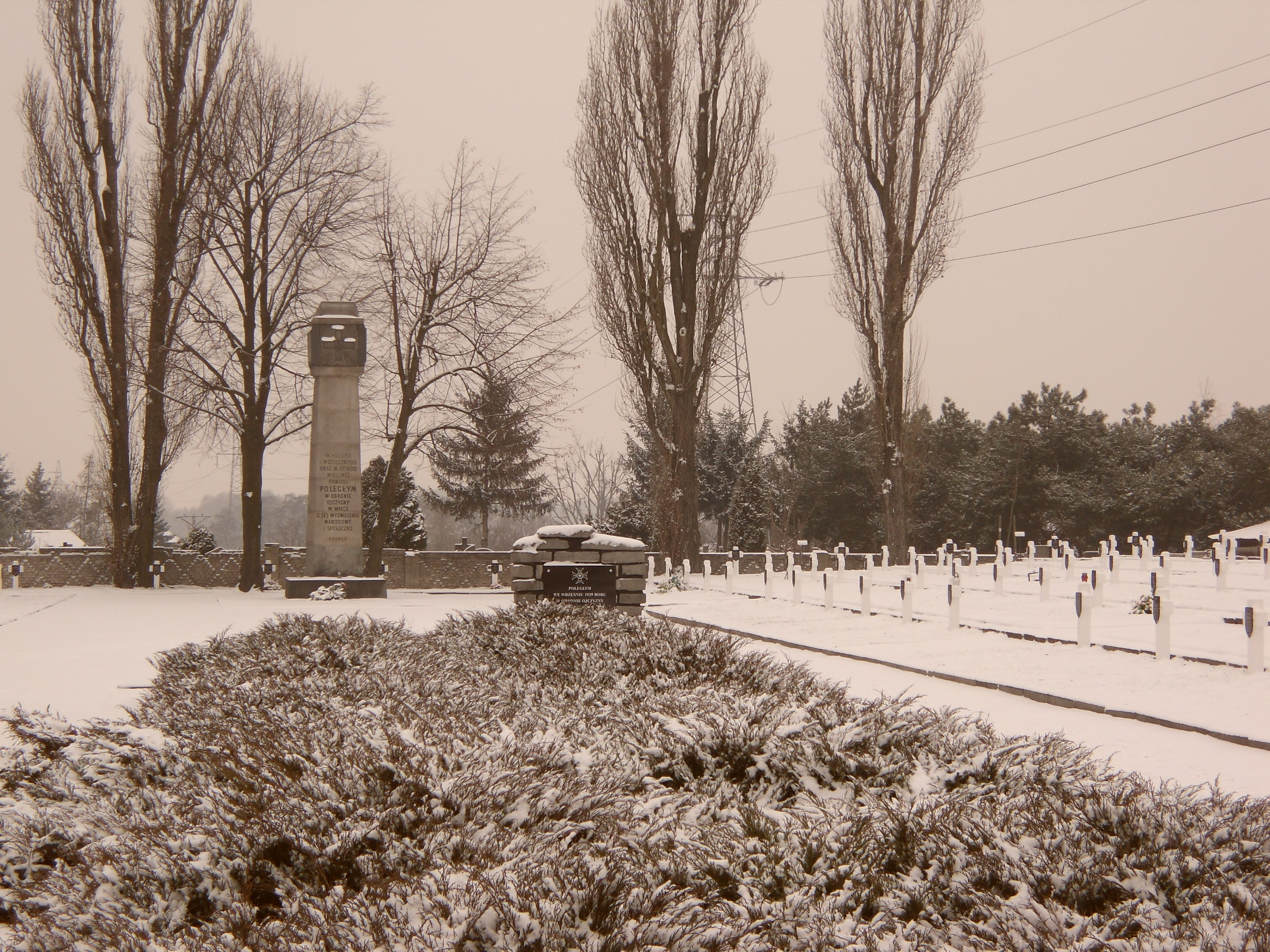
Główna aleja przed renowacją
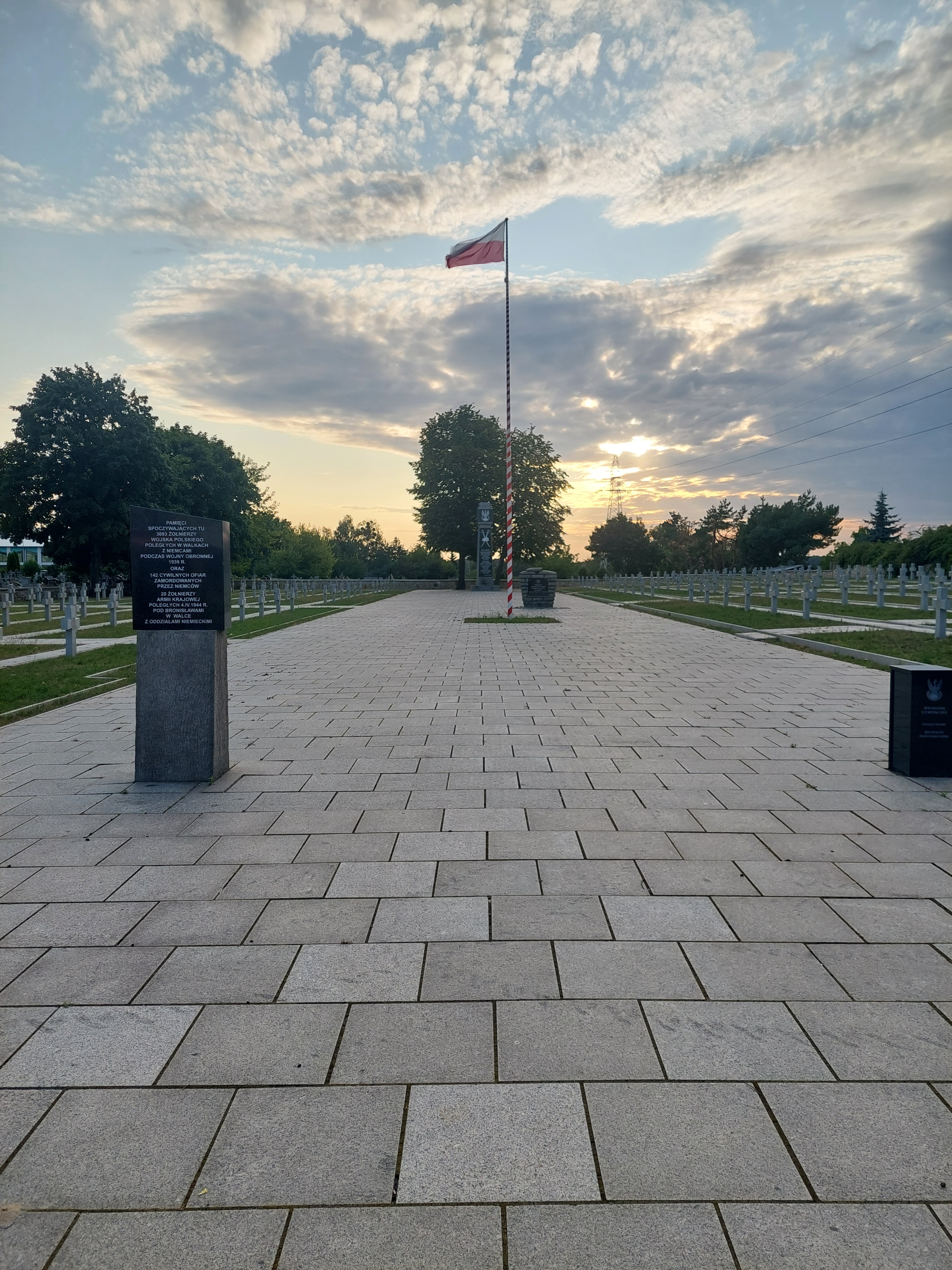
Główna aleja po renowacji
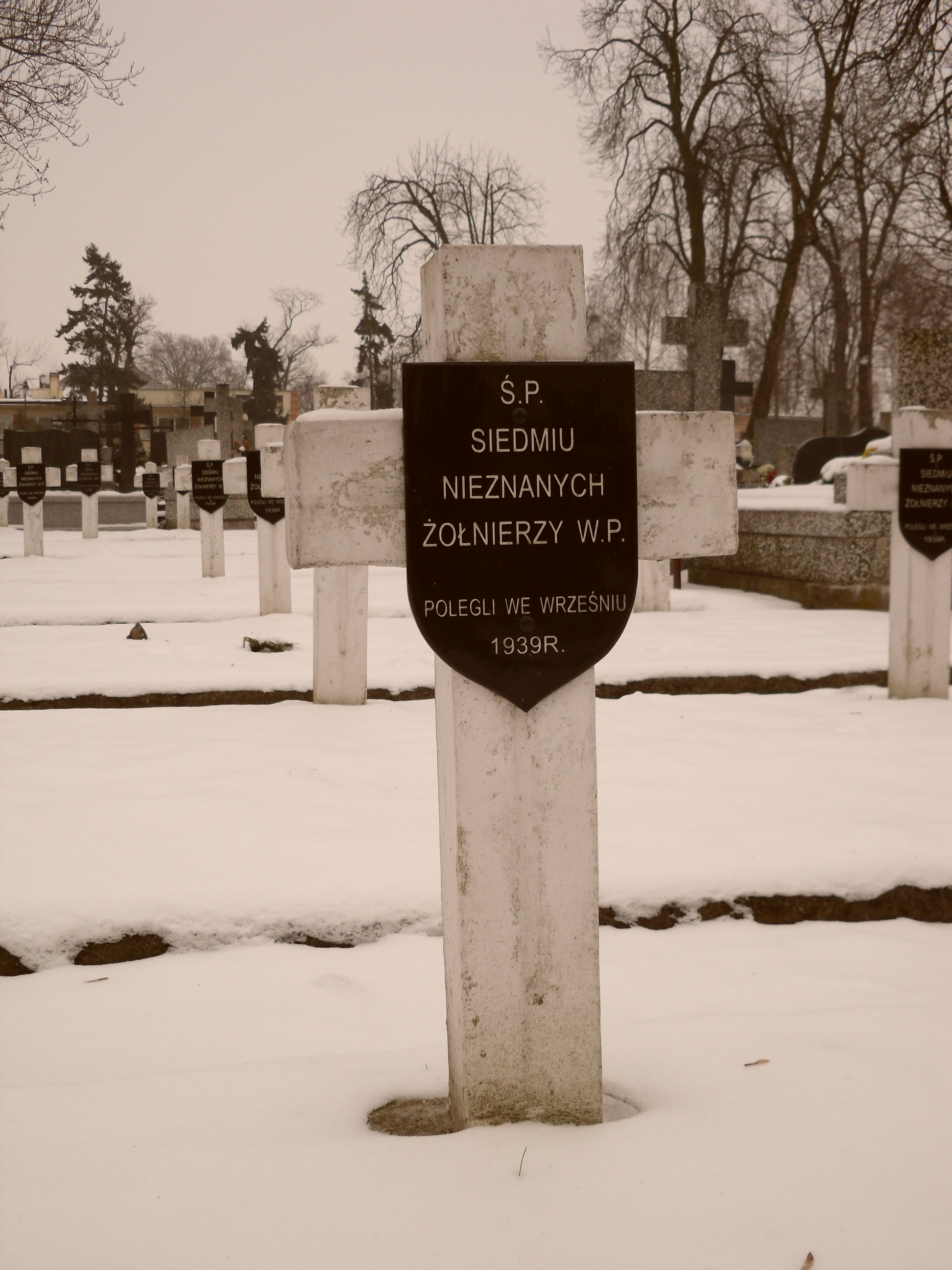
Kwatery przed renowacją
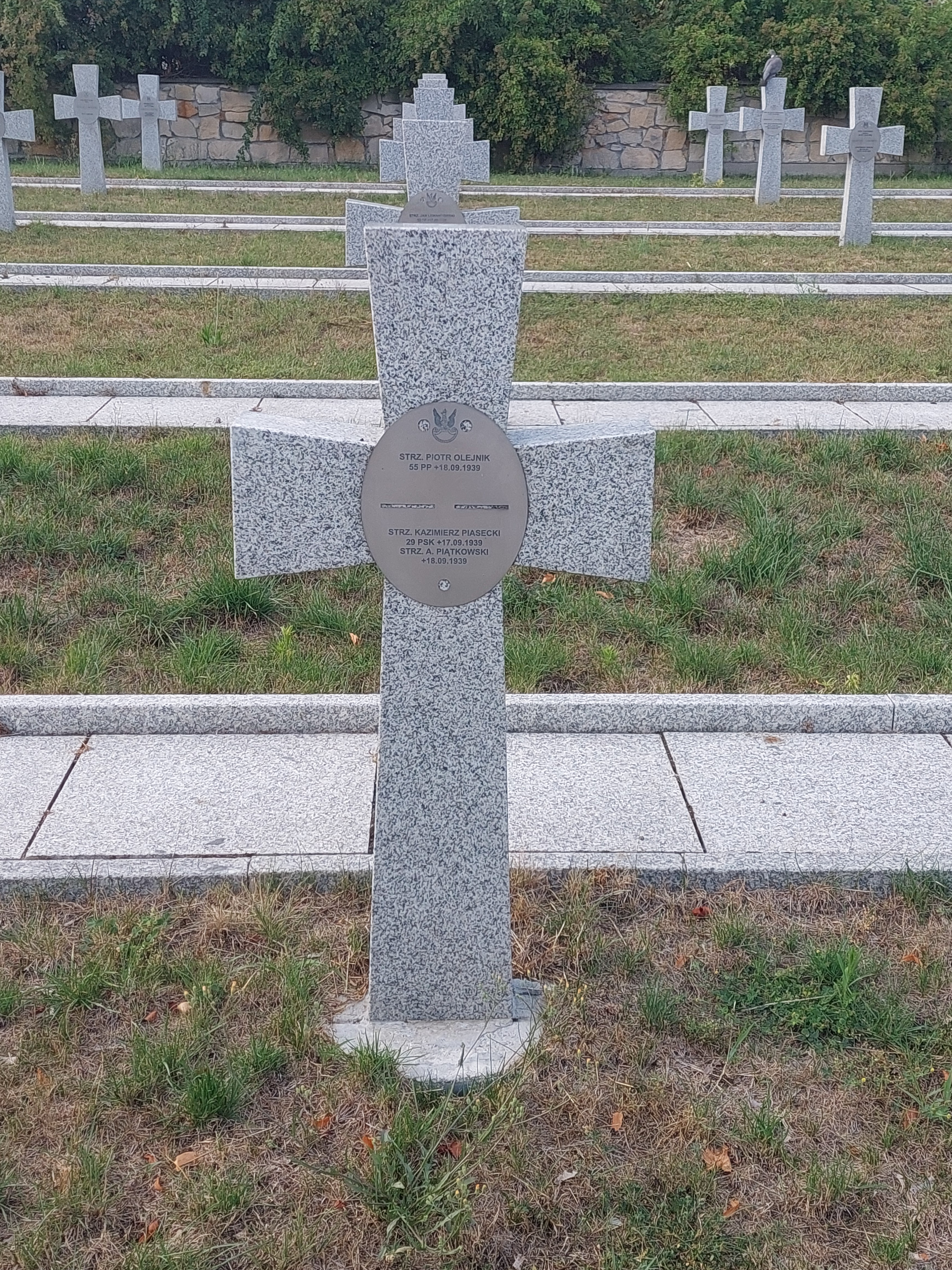
Kwatery po renowacji
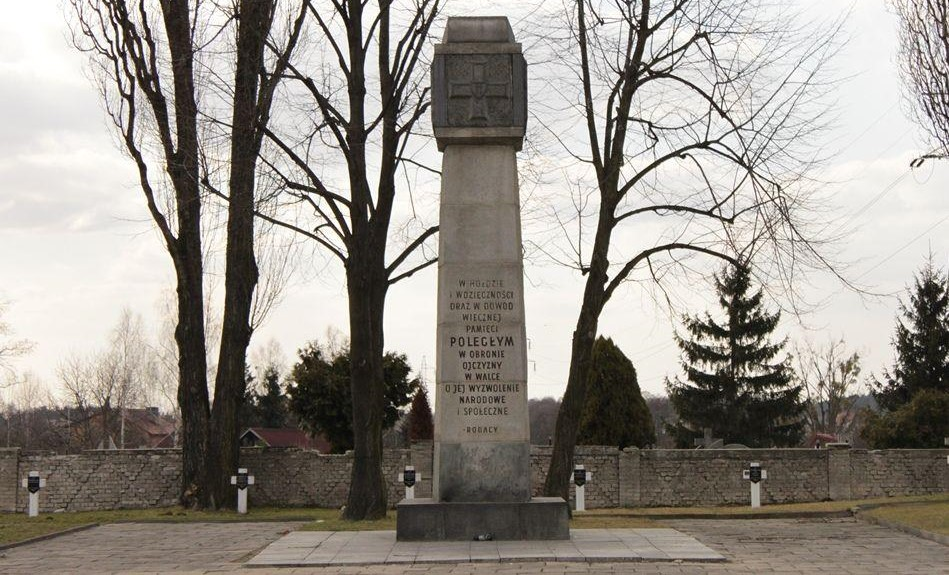
Monument przed renowacją
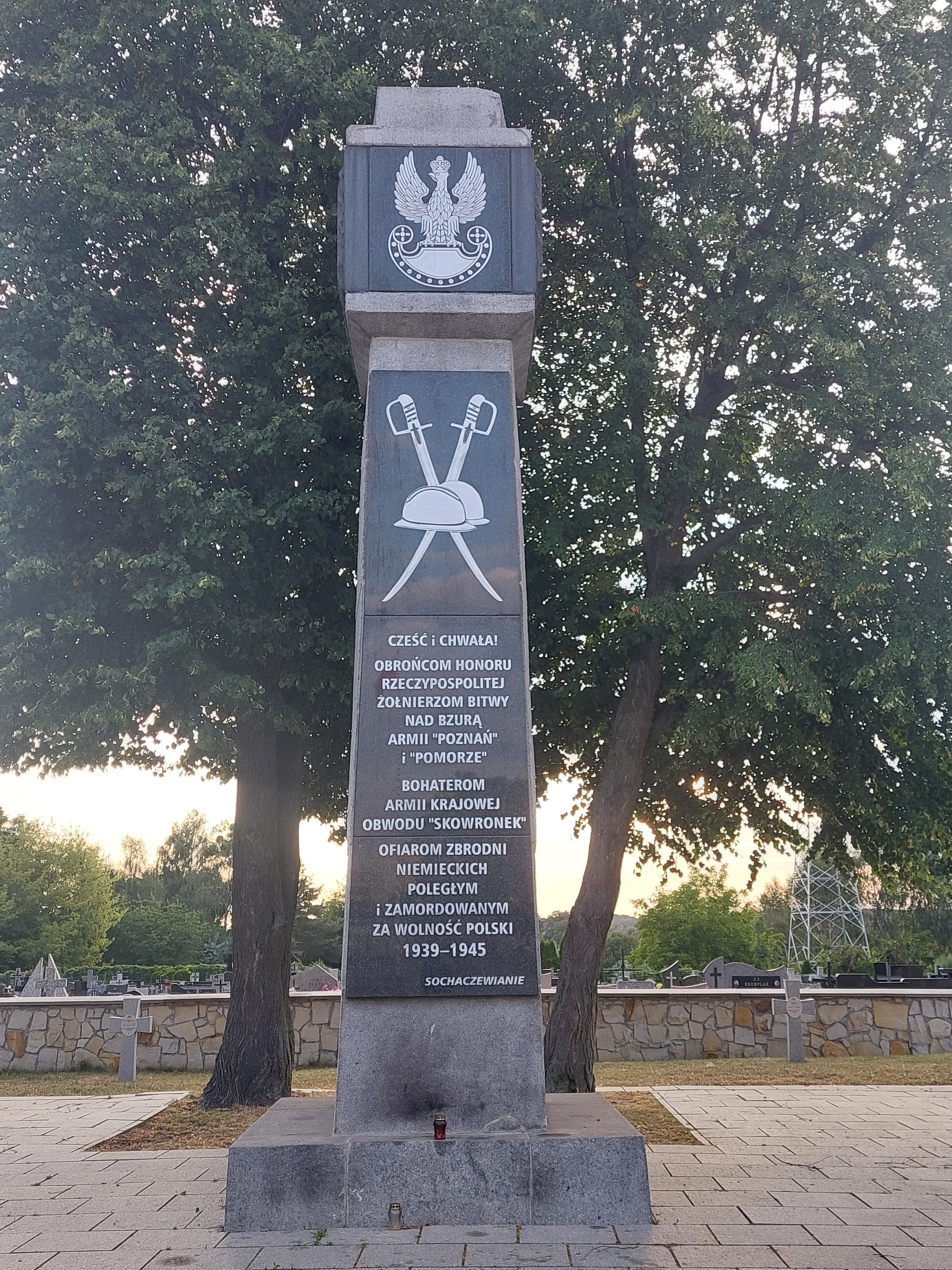
Monument po renowacji
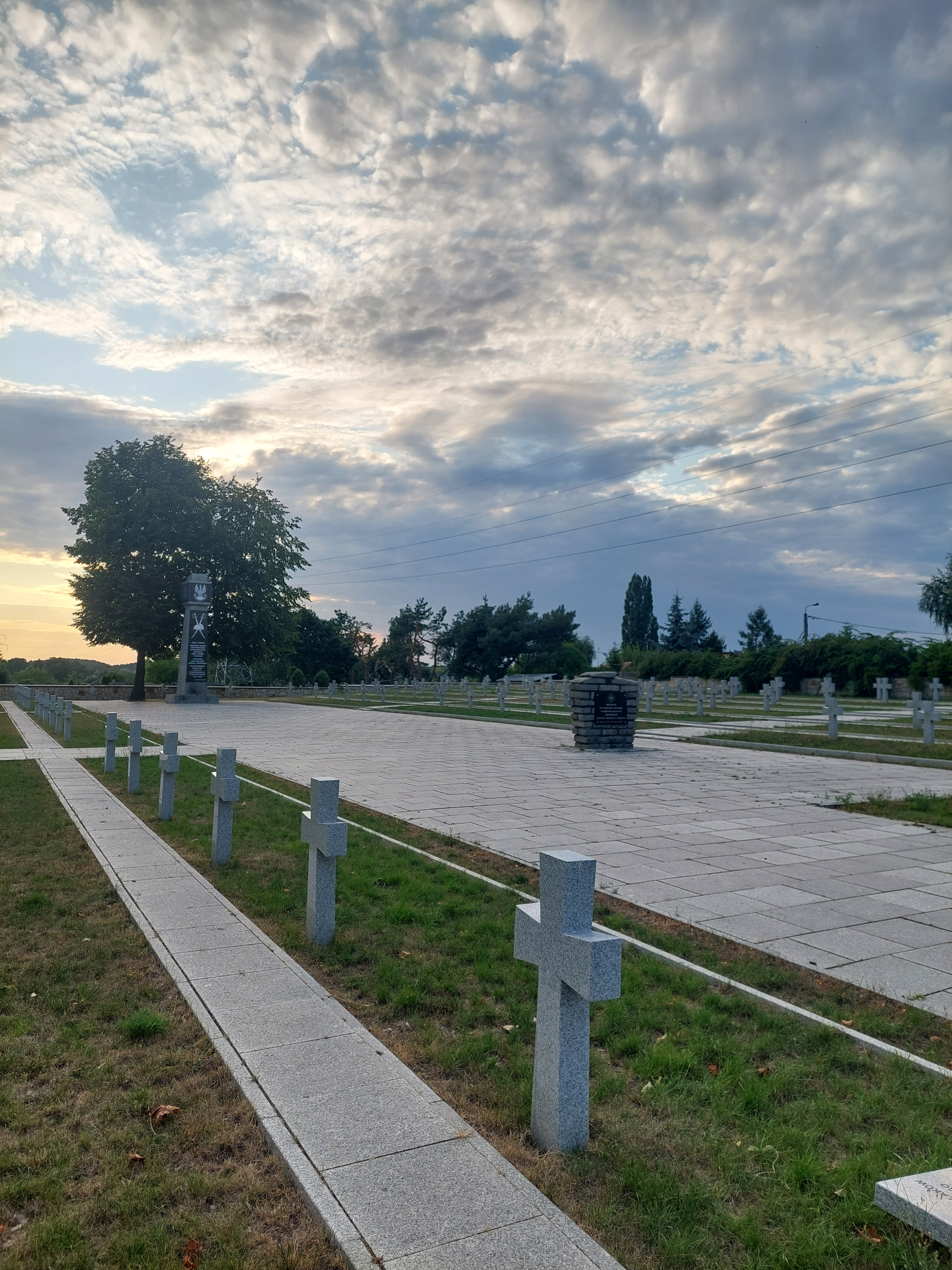
Cmentarz wojenny w Sochaczewie po renowacji
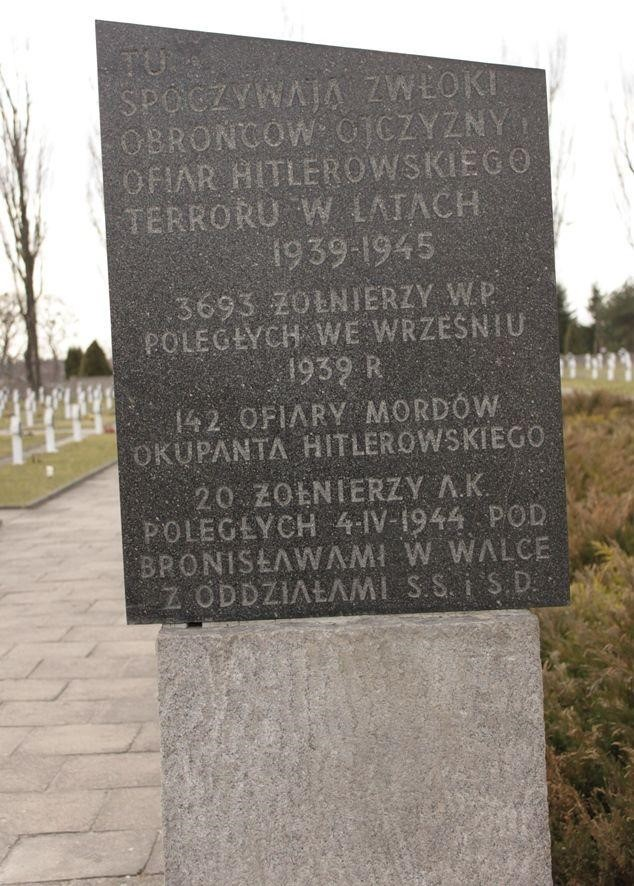
Tablica informująca o osobach pochowanych
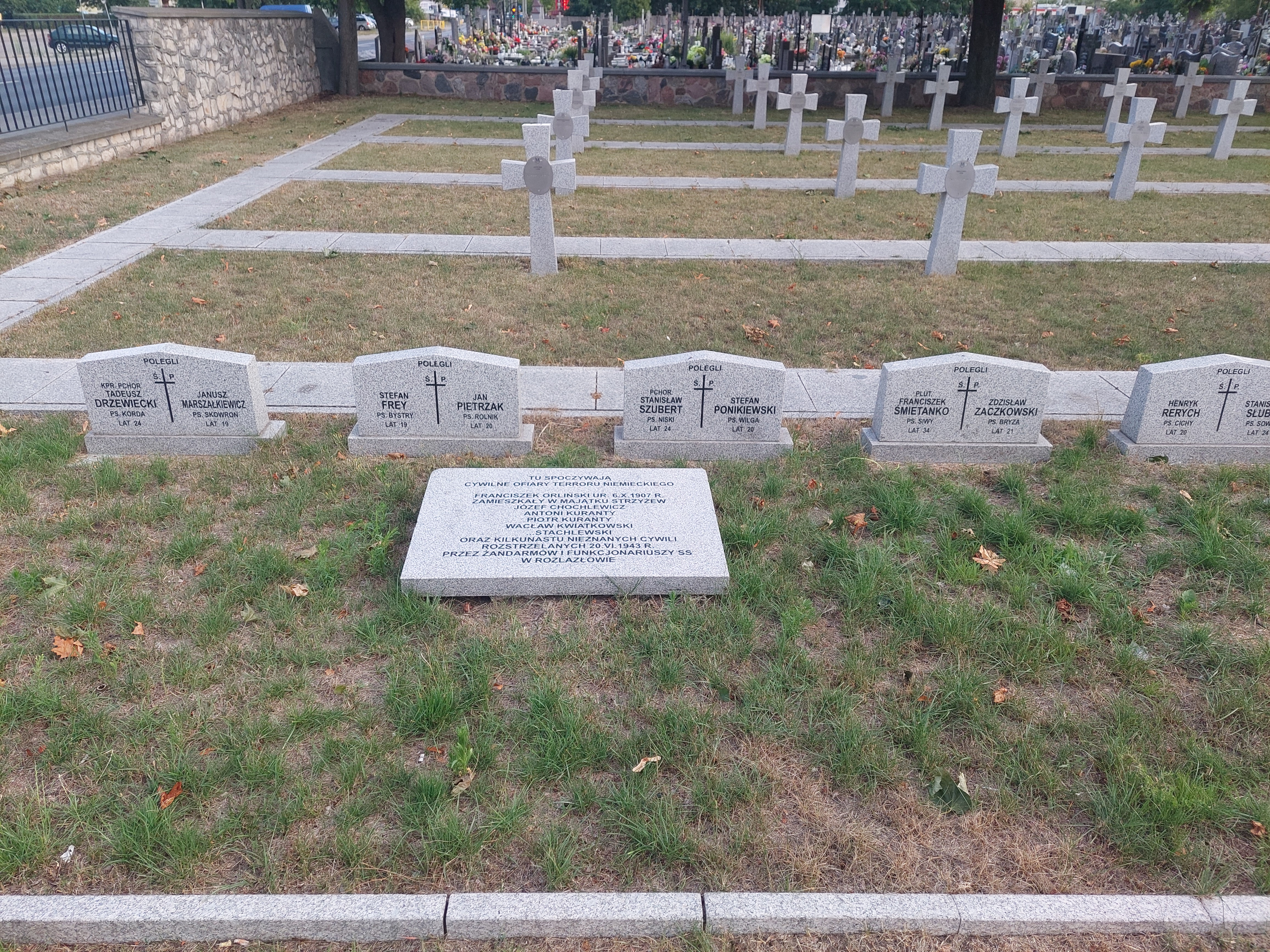
Kwatera ofiar cywilnych na cmentarzu wojennym w Sochaczewie
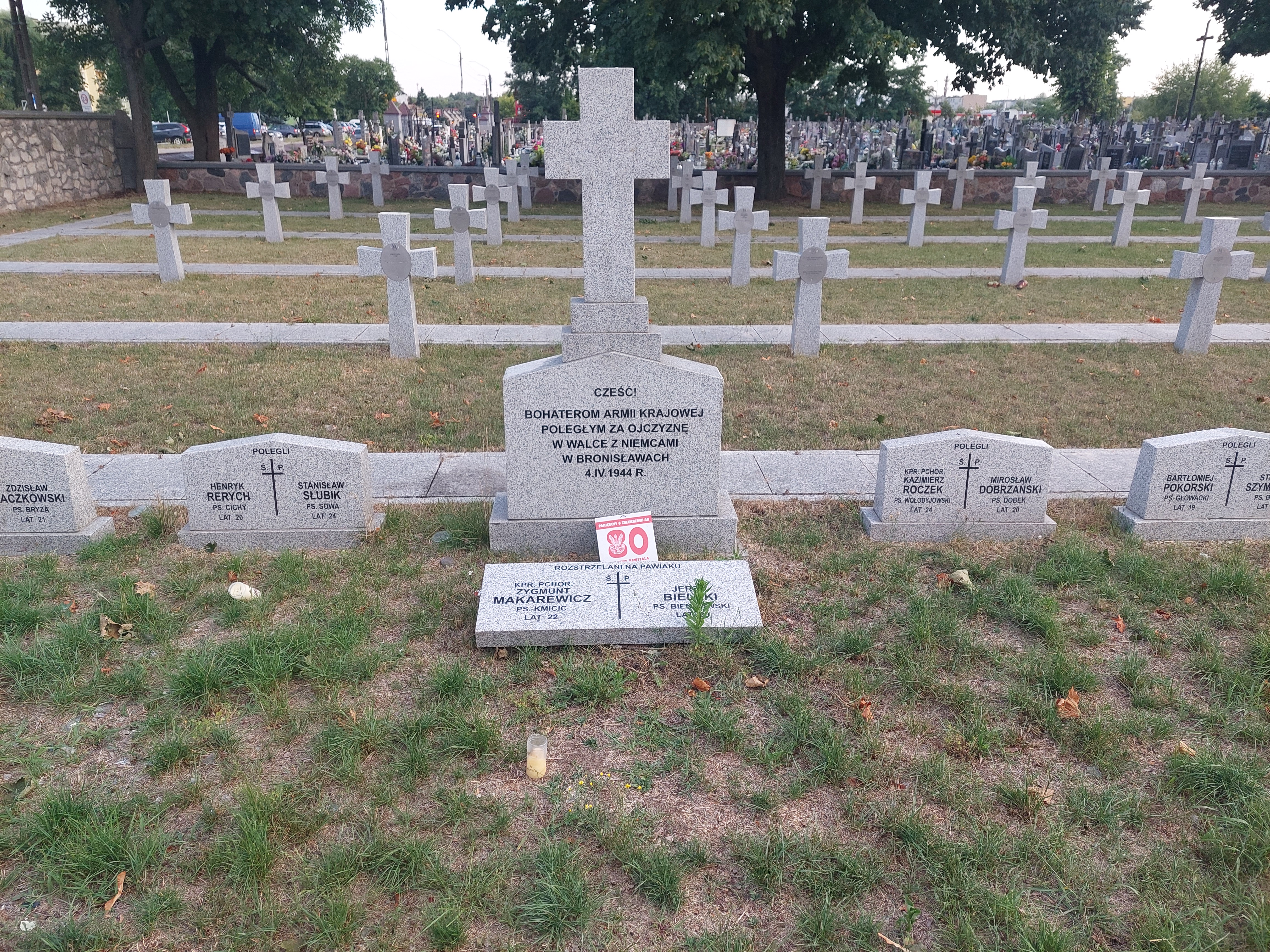
Kwatera żołnierzy AK na cmentarzu wojennym w Sochaczew
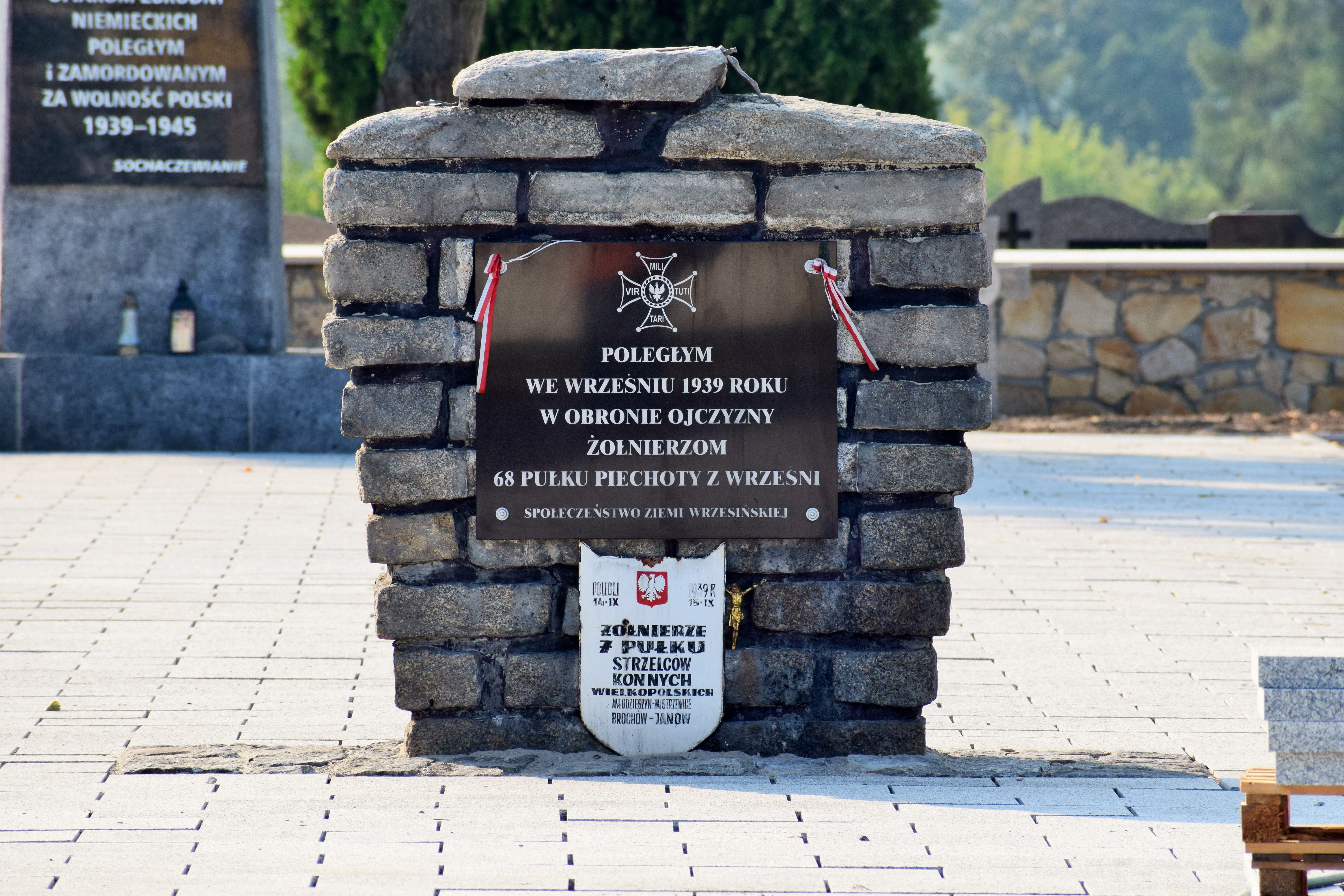
Pomnik upamiętniający 68 pułk piechoty z Wrześni